# Veddriq Leonardo
Veddriq Leonardo (ur. 11 marca 1997 w Pontianak) – indonezyjski wspinacz sportowy, specjalizujący się we wspinaczce na czas. Mistrz olimpijski we wspinaczce na czas (2024), złoty medalista World Games 2022, wielokrotny medalista igrzysk azjatyckich i mistrzostw Azji.

## Kariera sportowa
Na igrzyskach azjatyckich w Dżakarcie w 2018 roku zdobył złoty medal w sztafecie we wspinaczce na czas.
W 2019 na mistrzostwach Azji zdobył złoty medal indywidualnie w konkurencji na czas, oraz srebrny medal w sztafecie.

## Osiągnięcia

### Igrzyska olimpijskie
| Konkurencje        | 2024 |
| Wspinaczka na czas | 1    |

### Igrzyska azjatyckie
| Konkurencje        | 2018 | 2022 |
| Wspinaczka na czas | —    | 3    |
| Sztafeta na czas   | 1    | 2    |

### Mistrzostwa Azji
| Konkurencje        | 2018 | 2019 |
| Bouldering         | 46   | —    |
| Prowadzenie        | 43   | —    |
| Wspinaczka na czas | 4    | 1    |
| Sztafeta na czas   | —    | 2    |